# Пять центов с изображением Свободы V
5 центов с изображением Свободы V (англ. Liberty Head "V" Nickel) — медно-никелевая монета США номиналом 5 центов, которая чеканилась с 1883 по 1913 годы. Имеет несколько разновидностей. За всё время было отчеканено более 570 миллионов экземпляров.

## История
С приходом нового гравёра Чарльза Барбера, дизайн многих монет был видоизменён. В частности 5 центов со щитом были заменены новым типом монеты.
На аверсе появилось характерное для монет того времени изображение женщины, символизирующей Свободу. На реверсе в центре венка из пшеницы, початков кукурузы и листьев табака расположена римская цифра «V». На первых монетах под венком не было обозначения «CENTS», как и на аналогичной трёхцентовой медно-никелевой монете.
По диаметру данная монета была практически равна золотой 5 долларовой монете, в то время как диаметр предыдущих 5 центов был меньшим. Этим сразу же воспользовались мошенники. Позолотив монету, её выдавали за золотые 5 долларов. Для пресечения подобных подделок монетный двор в том же году отчеканил серию монет с обозначением «CENTS».
5 центов с изображением Свободы V чеканились на 3 монетных дворах. О происхождении монеты из того или другого монетного двора свидетельствует небольшая буква на реверсе слева от надписи «CENTS»:
- отсутствует — монетный двор Филадельфии, Пенсильвания
- D — монетный двор Денвера, Колорадо
- S — монетный двор Сан-Франциско, Калифорния

## 5 центов 1913 года
Выпуск монет данного типа был завершён в 1912 году. Однако в 1913 году было отчеканено ещё по меньшей мере 5 экземпляров (о которых известно), по всей видимости нелегально одним из сотрудников монетного двора. О существовании монет данного типа 1913 года стало известно только в 1920-х годах.
Одна из этих монет была продана в 2005 году за $4 150 000.
26 апреля 2013 года ещё одна монета была продана на аукционе в Иллинойсе за $3 170 000. Монету совместно приобрели бизнесмены Джефф Гарретт и Ларри Ли.

## Тираж
| Год                            | Отчеканено в Филадельфии           | Отчеканено в Денвере | Отчеканено в Сан-Франциско |
| ------------------------------ | ---------------------------------- | -------------------- | -------------------------- |
| 1883 (без «CENTS») (с «CENTS») | 5 474 300 (5219) 16 026 200 (6783) |                      |                            |
| 1884                           | 11 270 000 (3942)                  |                      |                            |
| 1885                           | 1 473 300 (3790)                   |                      |                            |
| 1886                           | 3 326 000 (4290)                   |                      |                            |
| 1887                           | 15 260 692 (2960)                  |                      |                            |
| 1888                           | 2 796 820 (128800)                 |                      |                            |
| 1889                           | 15 878 025 (3336)                  |                      |                            |
| 1890                           | 16 256 532 (2740)                  |                      |                            |
| 1891                           | 16 832 000 (2350)                  |                      |                            |
| 1892                           | 11 696 897 (2745)                  |                      |                            |
| 1893                           | 13 368 000 (2195)                  |                      |                            |
| 1894                           | 5 410 500 (2632)                   |                      |                            |
| 1895                           | 9 977 822 (2062)                   |                      |                            |
| 1896                           | 8 841 048 (1862)                   |                      |                            |
| 1897                           | 20 426 797 (1938)                  |                      |                            |
| 1898                           | 12 530 292 (1795)                  |                      |                            |
| 1899                           | 26 027 000 (2031)                  |                      |                            |
| 1900                           | 27 253 733 (2262)                  |                      |                            |
| 1901                           | 26 478 228 (1985)                  |                      |                            |
| 1902                           | 31 487 581 (2018)                  |                      |                            |
| 1903                           | 8 004 930 (1790)                   |                      |                            |
| 1904                           | 21 403 167 (1817)                  |                      |                            |
| 1905                           | 29 825 124 (2152)                  |                      |                            |
| 1906                           | 38 612 000 (1725)                  |                      |                            |
| 1907                           | 39 213 325 (1475)                  |                      |                            |
| 1908                           | 22 684 557 (1620)                  |                      |                            |
| 1909                           | 11 585 763 (4763)                  |                      |                            |
| 1910                           | 30 166 948 (2405)                  |                      |                            |
| 1911                           | 39 557 639 (1733)                  |                      |                            |
| 1912                           | 26 234 569 (2145)                  | 8 474 000            | 238 000                    |

(в скобках обозначено количество монет качества пруф)
Суммарный тираж монеты составляет более 570 миллионов экземпляров.